# Sandkro
Sandkro (dansk) eller Sandkrug (tysk) er en bydel i Egernførde by, beliggende ved byens udfaldsvej mod syd til Kiel ved sydstranden. Umiddelbart syd for Sandkro ligger bebyggelserne Celmerstorp (Altenhof) og Kikud (Kiekut). Stednavnet henviser til en forhenværende kro på stedet. I 1907 blev der på Klintbjerg (tysk: Klintbarg) oprettet et fyrtårn, som var i drift frem til 1986. En del af området er i dag præget af den tyske marine som hjemsted for torpedo- og undervandsbåde i den til det formål velegnede dybe Egernførde Fjord (Egernfjord). 
Den 21. april 1848, to dage før Slaget ved Slesvig, kom det til en træfning mellem danske og tyske tropper i området omkring Sandkro og Celmerstorp.